# Carl Trier Aagaard
Carl Trier Aagaard-Jensen (9. februar 1890 – 4. juni 1961) var en dansk maler.

## Biografi
Carl Trier Aagaard var født i Herning og voksede op i et indremissionsk hjem i Herning. Faderen havde tjent sig op fra lappeskomager til skotøjsfabrikant. Moderen døde da Carl Trier Aagaard var 6 år gammel og stedmoderen havde han ikke noget godt forhold til.
Allerede som dreng var han glad for det musiske, og han lærte at spille orgel og cello og blev senere medstifter af "Unge Tonekunstnere i København", hvor han forinden havde modtaget undervisning i cellospil af Louis Jensen. Senere i sit liv, i Vestjylland, spillede han kammermusik sammen med bl.a. musikdirektør Frederiksen i Varde, der også ledede "Sydvestjydsk koncertorkester" på 36 mand, som Carl Trier Aagaard også spillede med i på cello. De gav flere vellykkede koncerter i bl.a. Varde og Esbjerg, og blev engang radiotransmitteret.
Carl Trier Aagaard begyndte at tegne, som andre børn; men holdt i modsætning til de fleste aldrig op. Hans første oliemaleri lavede han som 16-årig. Det forestiller Prins Paris dom over de tre Gratier. Han havde på det tidspunkt taget præliminæreksamen og gået et år på teknisk skole i Herning. Han fortalte sin far, at han gerne ville være kunstmaler; men det måtte han ikke for sin far. Han skulle være noget "fornuftigt". Han blev derfor sendt hen i lære på apoteket i Herning som apotekerdiscipel, og måtte kort efter rejse til Den Farmaceutiske Læreanstalt i København, hvorfra han bestod eksamen som cand.pharm. i 1913 og herefter arbejdede på forskellige apoteker. Han mistede aldrig lysten til oliemaleriet og malede om aftenen og natten, når han kom hjem fra apoteket. Han savnede meget at male i dagslys. Da faderen døde, helligede Carl Trier Aagaard sig maleriet heltids. Gik for sine arvede penge på Akademiet for de skønne kunster i København og modtog undervisning i malerkunst af bl.a. maleren Harald Giersing. Han lærte også at modellere og støbe bronzebuster.
Han foretog kunststudierejser til Tyskland, Østrig, Holland, Belgien, Frankrig, Sverige og Italien.
Carl Trier Aagaard udstillede første gang i 1917 på Kunstnernes Efterårsudstilling, og på Charlottenborg i København første gang i 1922. Her fik han antaget en bronzebuste, som han havde lavet af sin kone Anna Roslund, samt nogle malerier. Udstillede herefter i mindst 10 år sine malerier på Charlottenborg. Han udstillede i 1941 på Den Frie Udstilling i København, og holdt i øvrigt private maleriudstillinger i København, Herning, Esbjerg, Varde og Nymindegab.
Carl Trier Aagaard kom første gang til Vestjylland i 1920, hvor han og hans kone, forfatterinden Anna Roslund, hvert år i 16 somre boede på Abelines Gaard i Haurvig. De var blandt de første turister der, og bevirkede bl.a., at der til strandfogedgården blev bygget et lille WC-udendørs. Der står et fotografi af Carl Trier Aagaard på dagligstuebordet på gården endnu i dag, og WC'et er det lille grønne hus bag gården.
Et maleri, der hænger på Nymindegab Museum, forestiller de lokale beboere på Abelines Gård, der høster kornet med le, på fjordengen. Man ser de samtidigt er klædt som fiskere, da de jo som bekendt ernærede sig af begge dele.
I 1936 byggede Carl Trier Aagaard en stor funkisvilla i Nymindegab, hvor han boede til sin død, kun afbrudt af et par års ophold i København, fordi han i slutningen af 2. Verdenskrig, lige som de øvrige, der boede mellem fjorden og Nymindegablejren, blev smidt ud af deres huse af tyskerne. Carl Trier Aagaard er blevet betegnet, som måske den sidste af Nymindegabmalerne.
Carl Trier Aagaard var gift 3 gange, første ægteskab var med Dagmar Aagaard i begyndelsen af 1920'erne, ægteskabet varede kort. De fik en søn Ole Aagaard. Herefter traf Carl Trier Aagaard Anna Roslund, blev skilt fra Dagmar, og var gift med Anna i knap 25 år, de blev gift den 19. november 1922, ægteskabet varede indtil Anna døde af tarmslyng under deres ufrivillige ophold i København under krigen den 8. marts 1945. Ægteskabet med Anna var barnløst. I 1947 blev Carl Trier Aagaard gift med Anne Aagaard og var det til sin død i 1961. Carl Trier Aagaard fik to børn i dette ægteskab (læge Carl Michael Trier Aagaard-Jensen født 1948 og Anna Pia Trier Aagaard-Jensen født i 1950, og opkaldt efter faderens anden kone Anna Roslund, hvilket må siges at være en fin gestus af moderen).

## Malerstil og produktion
Overvejende ekspressionistisk. Han malede mange portrætter, f.eks. også skuespilleren Ebbe Rode; men mest jævne mennesker han mødte på sin vej gennem livet. Han malede en del billeder med religiøst motiv; men den største produktion er af det vestjyske landskab, som han elskede.
På Nymindegab Museum hænger to landskabsbilleder, fra Nymindegab, af Carl Trier Aagaard. Det ene er i solskin, det andet er præget af gråvejrets regntunge skyer. Det sætter de to forskellig belysninger over klitterne, havet og de store linjer i hav- og fjordenglandskabet. Det er meget typiske landskabsbilleder af Carl Trier Aagaard; men der mangler et andet typisk maleri af ham. Det hedder: Vejen ender ved havet. Det forestiller to børn, en dreng og en pige, med hinanden i hånden. De står på Nymindegab badestrand i kraftigt modlys fra solnedgangen, som de står med fronten mod. Det gulligtrøde sollys spejler sig i havet foran dem, og det danner ligesom en fantasivej fra stranden via havet og op til de røde skyer, i hvis centrum, solen er, altså en himmelforbindelse, om man vil, eller også er det bare et smukt naturfænomen. Vælg selv, når De kikker på billedet her på siden. Børnenes vej på billedet er endt ved havet.
- Carl Trier Aagaard i sit atelier 1943.
- "Vejen ender ved havet" 1961. Det sidste maleri Carl Trier Aagaard malede.

Carl Trier Aagaards vej endte ved havet.

## Ekstern henvisning
- Webside om Carl Trier Aagaard
- Carl Trier Aagaard på Kunstindeks Danmark/Weilbachs Kunstnerleksikon